# TSV St. Otmar St. Gallen
Il TSV St. Otmar St. Gallen è una squadra di pallamano maschile svizzera, con sede a San Gallo.

## Palmarès
- Campione di Svizzera: 7

1970-71, 1972-73, 1973-74, 1980-81, 1981-82, 1985-86, 2000-01
- Coppa di Svizzera: 4

1979-80, 1980-81, 1999-00, 2000-01